# مقدونیه مرکزی
مقدونیهٔ مرکزی (به یونانی: Περιφέρεια Κεντρικής Μακεδονίας) استانی است در شمال کشور یونان.

## جغرافیا
در استان مقدونیه مرکزی تعداد زیادی از مردم مقدونیه وجود دارند.
مرکز این استان شهر تسالونیکی و جمعیت آن ۱٬۹۳۱٬۸۷۰ (۲۰۰۵) نفر است.
مساحت آن نیز ۱۸٬۸۱۱ کیلومتر مربع است.